# Leo Anvelt
Leo Anvelt (eigentlich Leopold Anveldt, * 22. Augustjul. / 4. September 1908greg. in Türi; † 3. Juni 1983 in Tartu) war ein estnischer Schriftsteller, Philosoph, Übersetzer und Literaturhistoriker.

## Leben
Anvelt ging von 1917 bis 1923 in Türi zur Schule und machte nach drei Jahren Gymnasium 1926 in Tallinn Abitur. Von 1926 bis 1933 studierte er an der Universität Tartu in der philosophischen und theologischen Fakultät und schloss in den Fächern Philosophie und Geschichte ab. 1936 erlangte er mit einer Arbeit über den Gottesbegriff bei Spinoza den Magistertitel.
Nach dem Zweiten Weltkrieg war er kurzzeitig in einem Verlag tätig, dann aber zeitweise Repressalien ausgesetzt. Er wurde 1950 vom Schriftstellerverband, dem er seit 1938 angehörte, ausgeschlossen. Er wurde jedoch nicht inhaftiert und konnte weiter als Wissenschaftler am Estnischen Literaturmuseum arbeiten, außerdem fertigte er zahlreiche Übersetzungen an. 1969 wurde die Mitgliedschaft im Verband wiederhergestellt.

## Werk
Anvelt debütierte 1925 noch als Schüler mit Gedichten in der Zeitschrift Looming und reichte im Frühjahr 1928 ein Romanmanuskript beim Loodus-Verlag ein, weil er mit einem eventuellen Preisgeld sein Studium zu finanzieren hoffte. Tatsächlich konnte er nach Erhalt des dritten Preises eine Weile davon leben. Der Roman Trugbilder in heller Nacht passte gut in die psychologische Zeitströmung, die auch von Betti Alver, August Jakobson, Aadu Hint, Reed Morn u. a. gepflegt wurde. Obwohl der Roman später als „der reifeste estnische Debütroman aller Zeiten“ bezeichnet worden ist und Anvelt noch zwei weitere Roman schrieb, deren einer indes erst postum veröffentlicht wurde, ist er in erster Linie als Literaturhistoriker und Übersetzer in die estnische Kulturgeschichte eingegangen.
Anvelt war ein Spezialist auf dem Gebiet der älteren estnischen Literatur und legte zahlreiche Einzelstudien zu vergessenen oder wenig bekannten Autoren vor wie zum Beispiel Georg Gottfried Marpurg oder Heinrich Gottlieb Lorenzsonn. Die meiste Energie verwendete er auf die Sichtung und teilweise Übersetzung der umfangreichen Nachlassenschaft von Otto Wilhelm Masing, Johann Heinrich Rosenplänter und Friedrich Reinhold Kreutzwald. Da viele Intellektuelle in Estland im 19. Jahrhundert auf Deutsch korrespondierten, konnten die Briefwechsel einem estnischen Publikum nur durch Übersetzungen nähergebracht werden. Insbesondere die vierbändige Edition des Briefwechsels zwischen Masing und Rosenplänter ist größtenteils Anvelts Verdienst. Ebenso hat er beträchtlichen Anteil an der sechsbändigen Ausgabe von Kreutzwalds Briefwechseln. Sein Lebenswerk verrichtete er „in erster Linie als Gelehrter, der sich in die Einsamkeit zurückgezogen hat.“
Anvelt hat aus dem Englischen und Deutschen übersetzt, später auch aus dem Russischen und Lateinischen. Unter den von ihm ins Estnische übersetzten Autoren sind Arthur Schopenhauer, Oswald Spengler und H.G. Wells.

## Auszeichnungen
- 1928 Dritter Preis beim Romanwettbewerb des Loodus-Verlags.
- 1988 Friedebert-Tuglas-Novellenpreis (postum)

## Bibliografie

### Prosa und Lyrik
- Uidang mitme tundmatuga. Jutte ja luulet ('Wanderung mit vielen Unbekannten. Erzählungen und Dichtung'). Koostanud Hando Runnel. Tallinn: Eesti Raamat 1987. 236 S.
- Viirastusi valges öös ('Trugbilder in heller Nacht'). Tartu: Loodus 1928. 221. S.
- Eluhirm ('Lebensangst'). Tartu: Noor-Eesti 1936. 256 S.
- Viirastusi valges öös. Eluhirm. Vabanemiskatse ('Befreiungsversuch'). Romaanid. Tallinn: Eesti Raamat 1993. 520 S. (Neuausgabe der beiden ersten Romane mit einem dritten, bis dahin noch nicht veröffentlichten Roman)